# 1664 год
1664 (ты́сяча шестьсо́т шестьдеся́т четвёртый) год  по григорианскому календарю — високосный год, начинающийся во вторник. Это 1664 год нашей эры, 4‑й год 7‑го десятилетия XVII века 2‑го тысячелетия, 5‑й год 1660‑х годов. Он закончился 361 год назад.
| Пн | Вт | Ср | Чт | Пт | Сб | Вс |
|    | 1  | 2  | 3  | 4  | 5  | 6  |
| 7  | 8  | 9  | 10 | 11 | 12 | 13 |
| 14 | 15 | 16 | 17 | 18 | 19 | 20 |
| 21 | 22 | 23 | 24 | 25 | 26 | 27 |
| 28 | 29 | 30 | 31 |    |    |    |

| Пн | Вт | Ср | Чт | Пт | Сб | Вс |
|    |    |    |    | 1  | 2  | 3  |
| 4  | 5  | 6  | 7  | 8  | 9  | 10 |
| 11 | 12 | 13 | 14 | 15 | 16 | 17 |
| 18 | 19 | 20 | 21 | 22 | 23 | 24 |
| 25 | 26 | 27 | 28 | 29 |    |    |

| Пн | Вт | Ср | Чт | Пт | Сб | Вс |
|    |    |    |    |    | 1  | 2  |
| 3  | 4  | 5  | 6  | 7  | 8  | 9  |
| 10 | 11 | 12 | 13 | 14 | 15 | 16 |
| 17 | 18 | 19 | 20 | 21 | 22 | 23 |
| 24 | 25 | 26 | 27 | 28 | 29 | 30 |
| 31 |    |    |    |    |    |    |

| Пн | Вт | Ср | Чт | Пт | Сб | Вс |
|    | 1  | 2  | 3  | 4  | 5  | 6  |
| 7  | 8  | 9  | 10 | 11 | 12 | 13 |
| 14 | 15 | 16 | 17 | 18 | 19 | 20 |
| 21 | 22 | 23 | 24 | 25 | 26 | 27 |
| 28 | 29 | 30 |    |    |    |    |

| Пн | Вт | Ср | Чт | Пт | Сб | Вс |
|    |    |    | 1  | 2  | 3  | 4  |
| 5  | 6  | 7  | 8  | 9  | 10 | 11 |
| 12 | 13 | 14 | 15 | 16 | 17 | 18 |
| 19 | 20 | 21 | 22 | 23 | 24 | 25 |
| 26 | 27 | 28 | 29 | 30 | 31 |    |

| Пн | Вт | Ср | Чт | Пт | Сб | Вс |
|    |    |    |    |    |    | 1  |
| 2  | 3  | 4  | 5  | 6  | 7  | 8  |
| 9  | 10 | 11 | 12 | 13 | 14 | 15 |
| 16 | 17 | 18 | 19 | 20 | 21 | 22 |
| 23 | 24 | 25 | 26 | 27 | 28 | 29 |
| 30 |    |    |    |    |    |    |

| Пн | Вт | Ср | Чт | Пт | Сб | Вс |
|    | 1  | 2  | 3  | 4  | 5  | 6  |
| 7  | 8  | 9  | 10 | 11 | 12 | 13 |
| 14 | 15 | 16 | 17 | 18 | 19 | 20 |
| 21 | 22 | 23 | 24 | 25 | 26 | 27 |
| 28 | 29 | 30 | 31 |    |    |    |

| Пн | Вт | Ср | Чт | Пт | Сб | Вс |
|    |    |    |    | 1  | 2  | 3  |
| 4  | 5  | 6  | 7  | 8  | 9  | 10 |
| 11 | 12 | 13 | 14 | 15 | 16 | 17 |
| 18 | 19 | 20 | 21 | 22 | 23 | 24 |
| 25 | 26 | 27 | 28 | 29 | 30 | 31 |

| Пн | Вт | Ср | Чт | Пт | Сб | Вс |
| 1  | 2  | 3  | 4  | 5  | 6  | 7  |
| 8  | 9  | 10 | 11 | 12 | 13 | 14 |
| 15 | 16 | 17 | 18 | 19 | 20 | 21 |
| 22 | 23 | 24 | 25 | 26 | 27 | 28 |
| 29 | 30 |    |    |    |    |    |

| Пн | Вт | Ср | Чт | Пт | Сб | Вс |
|    |    | 1  | 2  | 3  | 4  | 5  |
| 6  | 7  | 8  | 9  | 10 | 11 | 12 |
| 13 | 14 | 15 | 16 | 17 | 18 | 19 |
| 20 | 21 | 22 | 23 | 24 | 25 | 26 |
| 27 | 28 | 29 | 30 | 31 |    |    |

| Пн | Вт | Ср | Чт | Пт | Сб | Вс |
|    |    |    |    |    | 1  | 2  |
| 3  | 4  | 5  | 6  | 7  | 8  | 9  |
| 10 | 11 | 12 | 13 | 14 | 15 | 16 |
| 17 | 18 | 19 | 20 | 21 | 22 | 23 |
| 24 | 25 | 26 | 27 | 28 | 29 | 30 |

| Пн | Вт | Ср | Чт | Пт | Сб | Вс |
| 1  | 2  | 3  | 4  | 5  | 6  | 7  |
| 8  | 9  | 10 | 11 | 12 | 13 | 14 |
| 15 | 16 | 17 | 18 | 19 | 20 | 21 |
| 22 | 23 | 24 | 25 | 26 | 27 | 28 |
| 29 | 30 | 31 |    |    |    |    |

## События
- 1618—1683 — маньчжурское завоевание Китая. Процесс распространения власти маньчжурской империи Цин на территорию, принадлежавшую китайской империи Мин[1].
- 1640—1668 — Война за независимость Португалии. Серия народных волнений, конфликтов и военных действий, направленных на восстановление Португалией независимости от испанской короны[2].
  - 1662—1668 — английская экспедиция в Португалию[3].
  - 7 июля — сражение при Каштелу-Родригу[4].
- 1645—1669 — Критская война. Война Османской империи с Венецианской республикой за богатое заморское владение Венеции остров Крит[5].
- 1654—1667 — Русско—польская война[6].
- 1660—1664 — окончание Австро—турецкой войны[7].
  - 16 мая — сражение при Жарноке[8].
  - 20 июля — битва при Левенце[9].
  - 1 августа — большая турецкая армия потерпела при Сен-Готарде (Сентготтхард, Западная Венгрия) тяжёлое поражение от австрийцев и венгров, к которым присоединился отряд французов[10].
  - 10 августа — подписан Вашварский мир, по которому турецкие войска выводились из Трансильвании, но она оставалась под властью султана. Турки получают небольшие приграничные территории[7].

- 1663—1664 — закончилась Австро-турецкая война[11].
  - 16 мая — сражение при Жарноке[8].
  - 20 июля — битва при Левенце[12].
  - 1 августа — битва при Сентготхарде[13].

### Англия
- Июнь — в Лондоне началась повторная эпидемия чумы, унёсшая более 20 % жителей города.
- 8 сентября — нидерландская колония Новый Амстердам сдана англичанам и позднее переименована в Нью-Йорк.
- Англичане захватили голландские владения в Северной Америке (Новые Нидерланды). Нападение англичан на голландские крепости на западном побережье Африки.

### Франция
- Февраль — Пизанский трактат папы Александра VII и Франции. В Париж отправлен кардинал Киджи, чтобы принести извинения. Папа расформировал корсиканскую гвардию и обязался восстановить разрушенные им в Италии города союзников и родственников Людовика.
- Крестьянское восстание в Гаскони во главе с Бернаром Одижо. Восстания в Берри, Бурбонне, Беарне.

## Русское государство
Царствование: 1645—1676 — Алексей Михайлович
- 1654—1667 — Русско-польская война[14].
  - Июнь—8 октября — осада Ставища[15].
- 1661—1665 — Западно-Сибирское восстание[16].
- 1662—1664 — закончилось Башкирское восстание[17].
- 1664—1665 — началось Правобережное восстание. Вооружённое восстание казаков, крестьян и мещан Правобережной Украины против властей Речи Посполитой в ходе русско-польской войны 1654—1667 годов и гражданской войны в Гетманщине, известной как Руина[18].
- Осень 1663—1664 — военный поход польского короля Яна II Казимира на Левобережную Украину[19].
  - 23 декабря 1663 (2 января 1664) — безуспешная осада Рославля литовским войском.
  - 13 (23) января—30 января (9 февраля) — безуспешная осада Глухова армией короля Яна II Казимира[6].
  - Январь — восстание города Ставище, начало правобережного восстания против поляков.
  - Февраль — отступающие поляки к Новгороду-Северскому терпят поражение в Пироговской битве[6].
  - Февраль — Иван Богун расстрелян поляками по обвинению в измене королю.
  - 13 (23) февраля — битва при Кисуличах[20].
  - 18 (28) февраля—21 февраля (2 марта) — Пироговская битва[20].
  - 11 (21) марта — битва под Дроковым[20].
  - Март — ещё одно поражение поляков в битве под Мглином.
- Апрель—сентябрь — мирные переговоры с Речью Посполитой в деревне Дуровичи[21].
- 1664—1667 — Юрий Богданович Хмельницкий, принявший постриг в 1663 году, вследствие интриг гетмана П.И. Тетери и по распоряжению польского короля Яна II Казимира был арестован и находился в заточении в Мальборкском замке[22].
- В результате ложных обвинений гетмана Правобережной Украины П.И. Тетери, арестован поляками и по приговору полевого суда расстрелян бывший гетман (1657-1659), сенатор Речи Посполитой и киевский воевода И.Е. Выговский[23].
- Иоаким (будущий патриарх Московский) становится архимандритом Чудова монастыря в Московском Кремле[24].
- Ордин-Нащокин Афанасий Лаврентьевич, руководитель русского посольства, при мирных переговорах с Речью Посполитой[25].
- Переговоры с послами Англии[26].
- Одоевский Никита Иванович проводит переговоры с английским послом графом Ч.Г. Карлейлем о восстановлении торговых привелегий Московской компании[27].
- В Ефремове произошло вооружённое выступление рейтаров (см. 1687 год)[28].
- Ртищев Фёдор Михайлович совместно с князем Пронским-Рыбиным Иваном Петровичем пожалованы "Дядьками" (воспитателями) царевича Алексея Алексеевича (ум. 1670)[29].
- Пожалован в Думные дворяне: Заборовский Семён Иванович (боярин с 1680)[30], Башмаков Дементий Минич[31], Ордин-Нащокин Григорий Борисович[32].
- Пожалованы окольничеством: Барятинский Юрий Никитич, Львов Никита Яковлевич[32].
- Пожалованы боярством: Лобанов-Ростовский Иван Иванович (ум. 1664), Одоевский Яков Никитич, Воротынский Иван Алексеевич, Голицын Алексей Андреевич[32].
- Местничество: 
  - Козлов Артемий Иванович и Брехов Василий Васильевич (1664-1665)[33].
  - Львов Семён Иванович и Репнин Борис Александрович[33].

### Города и поселения
- 1664—1665 — построена новая деревянная крепость с 9 башнями в Каргополе (уничтожена пожаром в 1731)[34].
- В Нижнеудинске (Покровском городке) построен острог (см. 1681 год)[35].

### Руководители приказов
| Года      | Приказ                  | Ф,И,О главы                 | Примечания                  |
| --------- | ----------------------- | --------------------------- | --------------------------- |
| 1656-1664 | Большого дворца         | Ртищев Фёдор Михайлович     |                             |
| 1652—1664 | Новая четверть          | Хитрово Богдан Матвеевич    |                             |
| 1654—1680 | Оружейная палата        | Хитрово Богдан Матвеевич    |                             |
| 1658—1666 | Ствольный приказ        | Хитрово Богдан Матвеевич    | Первый ра: 1652-1653        |
| 1664—1680 | Большого дворца         | Хитрово Богдан Матвеевич    |                             |
| 1664—1680 | Судный дворцовый приказ | Хитрово Богдан Матвеевич    | Не путать с Судным приказом |
| 1648-1665 | Стрелецкий приказ       | Милославский Илья Данилович |                             |
| 1648-1666 | Большой казны           | Милославский Илья Данилович |                             |
| 1649-1666 | Иноземский приказ       | Милославский Илья Данилович | Боярин                      |
| 1649-1667 | Аптекарский приказ      | Милославский Илья Данилович |                             |
| 1664-1665 | Казённый приказ         | Милославский Илья Данилович | Ранее: 1652-1656, 1661-1662 |
| 1656-1666 | Счётный приказ          | Милославский Илья Данилович |                             |
| 1653-1667 | Посольский приказ       | Иванов Алмаз Иванович       |                             |
| 1654-1669 | Печатный приказ         | Иванов Алмаз Иванович       |                             |
| 1663-1670 | Казанского дворца       | Долгоруков Юрий Алексеевич  |                             |
| 1661-1664 | Разрядный приказ        | Заборовский Семён Иванович  | Думный дьяк                 |
| 1664-1670 | Разрядный приказ        | Башмаков Дементий Минич     | Думный дьяк                 |
| 1656-1664 | Тайных дел              | Башмаков Дементий Минич     | Думный дьяк                 |

#### Воеводы[38]
| Года       | Город        | Ф,И,О воеводы                      | Примечания                       |
| ---------- | ------------ | ---------------------------------- | -------------------------------- |
| 12 октября | Алешня       | Пересветов Филипп Силыч            |                                  |
| 1664-1665  | Арзамас      | Волынский Никита Степанович        |                                  |
| 1663-1666  | Астрахань    | Одоевский Яков Никитич             | Стольник                         |
| 1664       | Ахтырка      | Нерембин Никифор                   |                                  |
| 1664-1665  | Баргузинск   | Самойлов Первой                    | Сын боярский                     |
| 1662-1667  | Берёзов      | Давыдов Алексей Петрович           |                                  |
| 1664-1665  | Болхов       | Елагин Пётр                        |                                  |
| 1663-1664  | Борисоглебск | Бухвостов Никита Степанович        |                                  |
| 1664-1665  | Борисоглебск | Бекетов Фёдор                      |                                  |
| 1664-1665  | Боровск      | Унковский Степан                   |                                  |
| 1664       | Брянск       | Волынский Яков                     | Стольник                         |
| 1664-1665  | Брянск       | Полев Иван                         | Стольник                         |
| 1664       | Бежецк       | Колюбакин Венедикт                 |                                  |
| 1663-1664  | Белый        | Зеленой Алексей Григорьевич        | Смоленская губ                   |
| 1664-1665  | Белый        | Зиновьев Пётр                      | В другом акте назван Иваном      |
| 1663-1664  | Белгород     | Ромодановский Григорий Григорьевич | До этого: 1656, 1658, 1660, 1662 |
| 1664-1666  | Белгород     | Репнин Борис Александрович         | Боярин. Первый раз: 1650-1651    |
| 1664-1665  | Белёв        | Толстой Емельян                    |                                  |

## Начало правления
См. также: Список глав государств в 1664 году

## Родились
См. также: Категория:Родившиеся в 1664 году
- 6 февраля — Мустафа II, сын султана Мехмеда IV, султан Османской империи (1695—1703).
- 24 февраля — Амалия Генриетта фон Зейн-Витгенштейн-Берлебург[болг.] — графиня из линии Сайн-Витгенштейн-Берлебург и путем брака графиня Изенбург-Бюдинген в Меерхолц, основатель линии Изенбург-Бюдинген-Меерхолц (ум. 1733).
- 6 апреля — Франсуа-Луи де Бурбон-Конти, граф де Ла Марш, граф де Клермон, принц де Ла Рош-сюр-Ион, затем принц де Конти (1685), известный как Великий Конти, принц крови, военачальник и претендент на польский престол (умер в 1709).
- 21 мая — Хулио Альберони (Джулио Альберони, испанский государственный деятель, итальянец по происхождению, кардинал (с 1717), первый министр двора короля Филиппа V и фактический правитель Испании в 1717 — 1719 годах(ум. 1752).
- 19 декабря — Франсуа Жувене, французский художник (умер в 1749).
- 26 декабря — Иоганн Мельхиор Динглингер (Johann Melchior Dinglinger), немецкий золотых дел мастер, придворный ювелир Августа Сильного (умер в 1731).

## Скончались
См. также: Категория:Умершие в 1664 году
- 27 августа — Франсиско де Сурбаран, испанский художник (родился в 1598).
- 9 ноября — Мориц Кнауер, немецкий церковный деятель, аббат монастыря Ланггейм в Нижней Франконии, член цистерцианского ордена (родился в 1613 или 1614).
- 12 ноября — Спиридон Потёмкин, старообрядческий писатель, богослов и проповедник.